# Walter Mantegazza
Wálter Daniel Mantegazza González (17. juni 1952 - 20. juni 2006) var en uruguayansk fodboldspiller (midtbane).
Mantegazza spillede ti kampe og scorede ét mål for Uruguays landshold. Han var en del af landets trup til VM 1974 i Vesttyskland, og spillede alle uruguayanernes tre kampe i turneringen. På klubplan spillede han blandt andet hos Montevideo-klubben Nacional, som han vandt det uruguayanske mesterskab med i 1972.